# Nysättra
Nysättra – miejscowość (tätort) w Szwecji, w regionie administracyjnym (län) Sztokholm, w gminie Norrtälje.
Według danych Szwedzkiego Urzędu Statystycznego liczba ludności wyniosła: 255 (31 grudnia 2015), 292 (31 grudnia 2018) i 281 (31 grudnia 2019).